# Nanafalia
Nanafalia è una unincorporated community degli Stati Uniti d'America situata nella contea di Marengo dello stato dell'Alabama.